# Pädagogisierung
Pädagogisierung wurde von dem Soziologen Janpeter Kob neben Industrialisierung und Bürokratisierung in den 1960er Jahren als ein Grundmuster gegenwärtiger westlicher Gesellschaften festgestellt. Er verstand darunter den allgemeinen Trend zur erzieherischen „Betreuung“ in allen sozialen Institutionen. Der Begriff, obgleich auf die damals auffällig korporatistische Bundesrepublik Deutschland besonders zutreffend, wurde zwar von Helmut Schelsky aufgenommen, setzte sich aber nicht durch.
In der neueren Diskussion wurde der Begriff im Zusammenhang mit der Bildungsdebatte und der Debatte um das lebenslange Lernen wieder aufgenommen. Als Vertreter der Position sind Erich Ribolits und Karlheinz A. Geißler zu nennen.